# Symplocos kawakamii
Symplocos kawakamii är en tvåhjärtbladig växtart som beskrevs av Bunzo Hayata. Symplocos kawakamii ingår i släktet Symplocos och familjen Symplocaceae. Inga underarter finns listade i Catalogue of Life.